# بودفا
بودفا : هي مدينة، تتبع بلدية بودفا، بلغ عدد سكانها 19٬218 نسمة، في 2011، تبلغ مساحتها 122 كيلومتر مربع، رمزها البريدي هو 85310.

## معرض صور

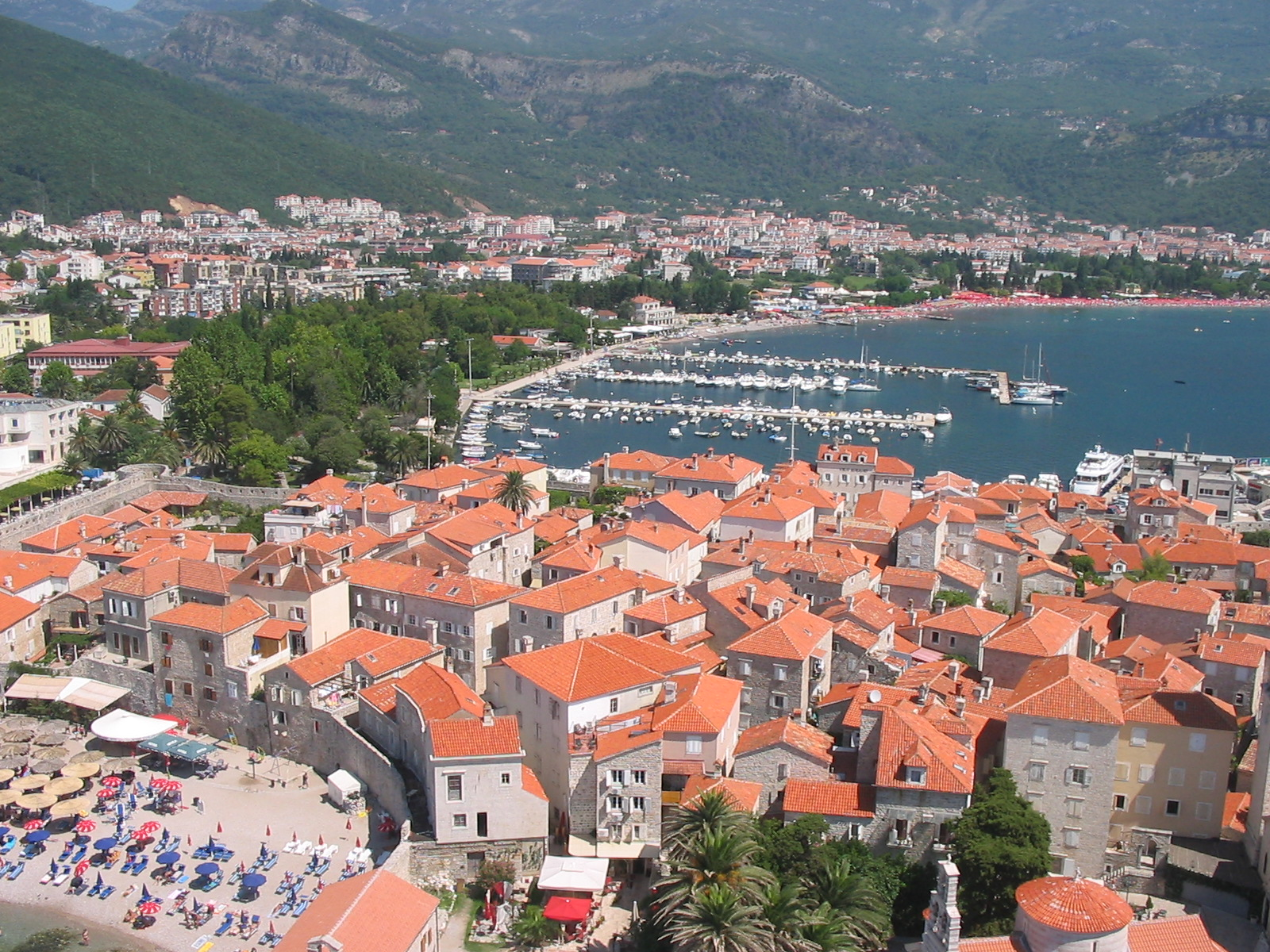
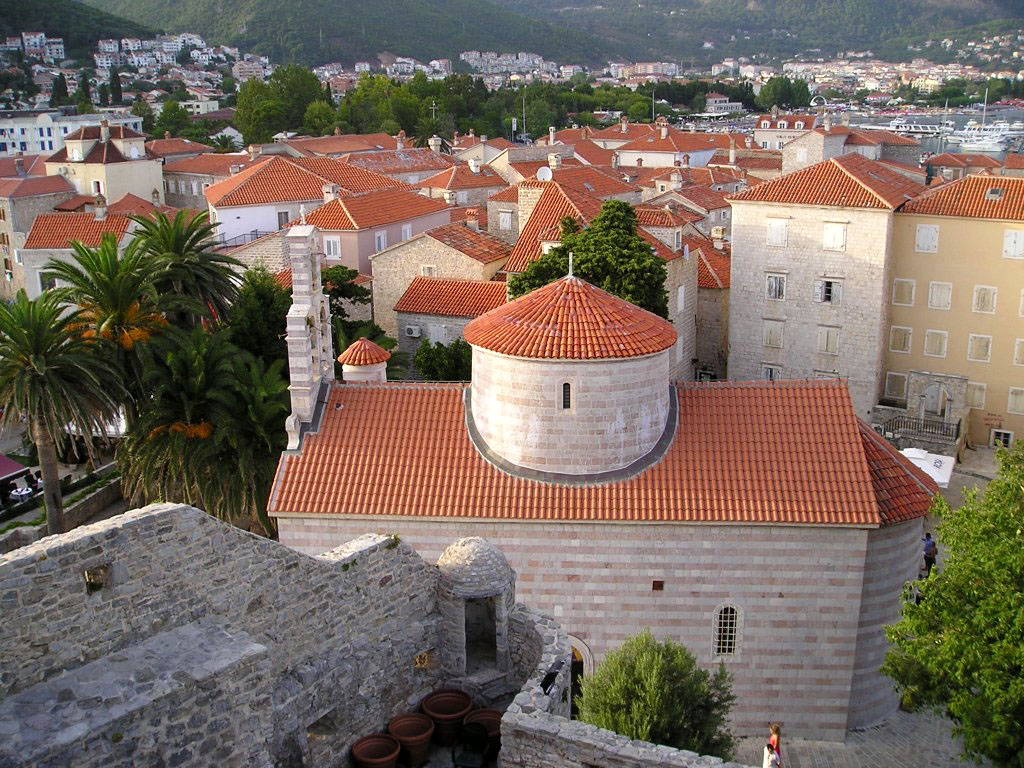
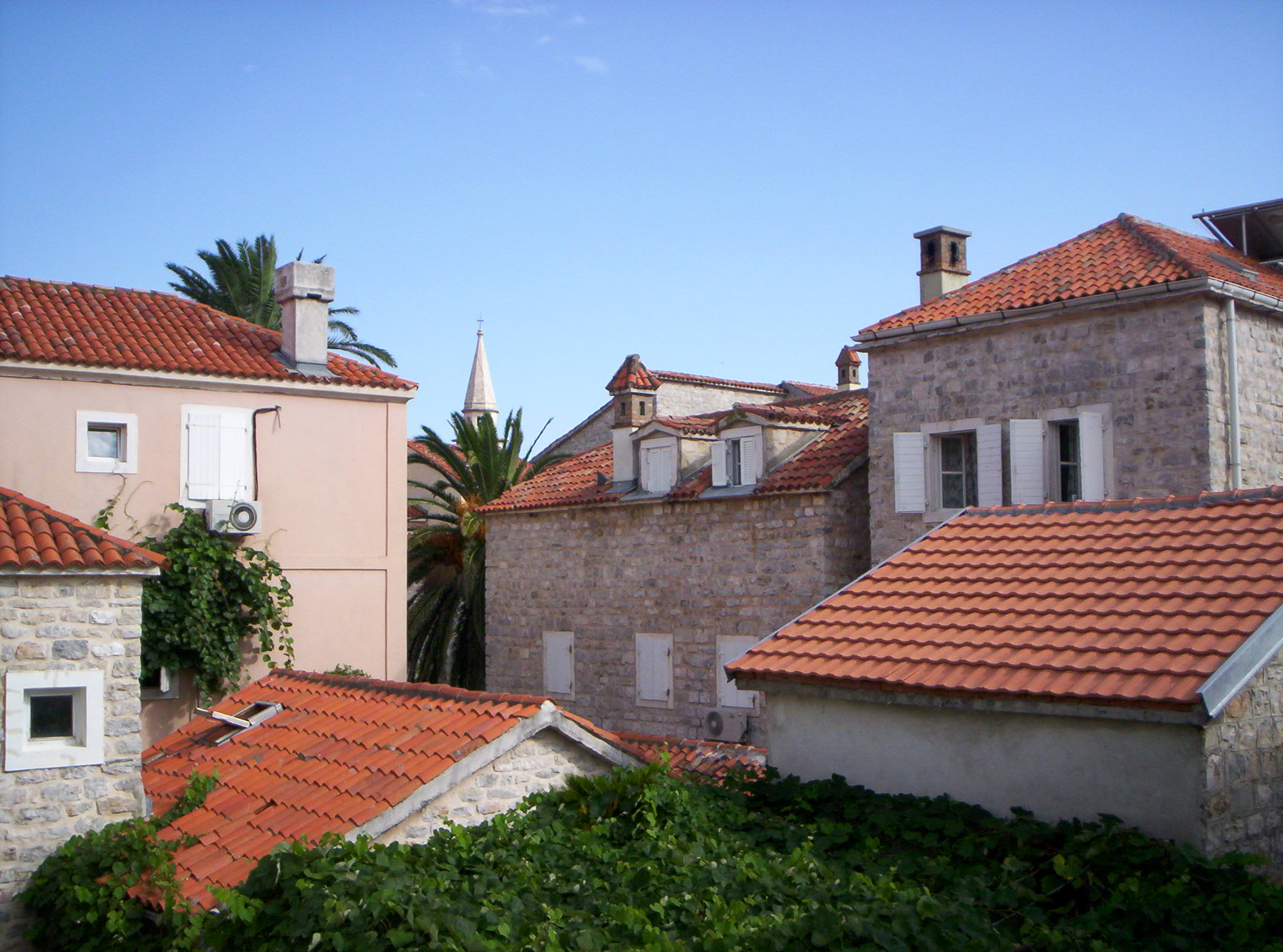
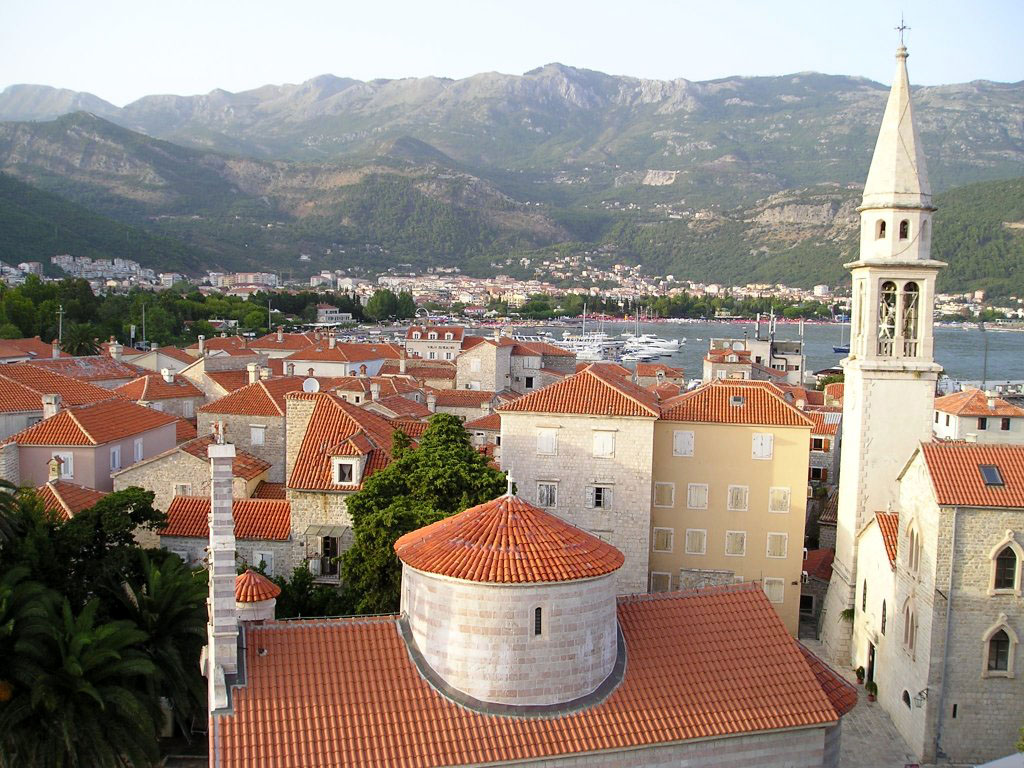

## مدن توأم
المدن التوأم:
- سانريمو
- نوفي ساد
- فيليكا بلانا
- ويست بالم بيتش
- لوغو
- تسليه
- أوخريد.

## أعلام
- لوكا دورديفيتش
- ماركو باكيتش
- ميلوش بوجوفيتش